# 斯卡爾黑德 (喬治亞州)
斯卡爾黑德（英語：Skullhead）是位於美國喬治亞州韋爾縣的一個非建制地區。該地的面積和人口皆未知。

## 地理
斯卡爾黑德的座標為31°05′27″N 82°19′42″W / 31.09083°N 82.32833°W，而該地的平均海拔高度為38米（即125英尺）。